# 賴君蕊
賴君蕊（英語：。1991年5月23日—）。新聞工作者，現為Now新聞高級主播。

## 簡歷
賴君蕊原名賴展宏。入行後起別名賴君蕊。她曾就讀聖公會置富始南小學（2003年畢業）和新會商會陳白沙紀念中學（2008年中五）。
2008年入讀耀中社區書院國際傳播系。
2011年入讀香港樹仁大學新聞及傳播學系。曾於海洋公園任職及休學一年去澳洲體驗工作假期。
2017年4月加入無綫電視。同年6月，主持《星期日香港早晨》及翡翠台《新聞提要》。同年9月，主持無線新聞台《天氣報告》。同年10月，她和梁凱寧一同接任無綫新聞台《睇新聞，講英文》主持。
2018年7月，主持翡翠台《無綫電視天氣報告》。並主持無線新聞台《無綫7:30_一小時新聞》。同年12月31日，成為《香港早晨》恆常主播。
2019年7月31日，首次主持翡翠台《風暴消息》。
2020年，任職無綫新聞台首席主播。1月11日，主持特備節目《台灣大選》。同年2月26日，主持特備節目《2020/2021財政預算案》。
2021年12月20日，於翡翠台《午間新聞》主持《2021立法會選舉結果》。
2022年2月28日至3月12日，於《香港早晨》同一時段，主持《社評摘要》、《交通消息》，以及《天氣報告》。以一人兼任三個節目環節，係開台以來首次。
2022年10月下旬，調任專題節目組記者。不再主持《香港早晨》。同年11月12日，首次主持翡翠台《午間新聞》。同年11月26日，主持《癌症系列IV》。同年12月31日，首次主持翡翠台星期六，日《晚間新聞》。
2023年1月中旬，兼任採訪記者。同年6月3日，首次主持《財經透視》。同年8月29日，調回無線新聞台主播新聞。同年9月8日，首次主持翡翠台《暴雨消息》。
2024年9月2日至11月2日，再次主持《香港早晨》。同年11月6日，主持特備節目《美國總統選舉》。同年11月30日離職。同年12月結婚。
2025年1月，轉任Now新聞高級主播。

## 外部連結
- 賴君蕊/賴展宏小品文章，新傳網 （页面存档备份，存于）